# Virgil Ross
Pour les articles homonymes, voir Ross.
Virgil Walter Ross (8 août 1907, Watertown, New York - 15 mai 1996, Los Angeles, Californie) est un artiste, animateur américain principalement connu pour son travail au sein de Warner Bros. Cartoons.

## Filmographie
- 1935 : At Your Service Madame
- 1936 : Plane Dippy
- 1936 : I Love to Singa
- 1936 : Milk and Money
- 1937 : Porky's Duck Hunt
- 1937 : I Only Have Eyes for You
- 1937 : A Sunbonnet Blue
- 1937 : Uncle Tom's Bungalow
- 1938 : Cinderella Meets Fella
- 1938 : Daffy Duck in Hollywood
- 1938 : Daffy Duck & Egghead
- 1939 : Screwball Football
- 1939 : Believe It or Else
- 1940 : Wacky Wildlife
- 1940 : A Wild Hare
- 1941 : All This and Rabbit Stew
- 1941 : Porky's Preview
- 1942 : Eatin' on the Cuff or The Moth Who Came to Dinner
- 1942 : Nutty News
- 1942 : Any Bonds Today?
- 1942 : Aloha Hooey
- 1945 : Life with Feathers, non crédité
- 1944 : Slightly Daffy, non crédité
- 1945 : Peck Up Your Troubles
- 1945 : Hare Trigger
- 1946 : Rhapsody Rabbit
- 1946 : Racketeer Rabbit
- 1946 : Of Thee I Sting
- 1946 : Hollywood Daffy
- 1946 : Holiday for Shoestrings
- 1946 : Baseball Bugs
- 1947 : Slick Hare
- 1947 : Along Came Daffy
- 1947 : A Hare Grows In Manhattan
- 1947 : Rabbit Transit
- 1947 : Tweetie Pie, non crédité
- 1947 : The Gay Anties
- 1948 : Kit for Cat
- 1948 : Hare Splitter
- 1948 : Bugs Bunny Rides Again
- 1948 : Buccaneer Bunny
- 1948 : I Taw a Putty Tat
- 1948 : Back Alley Oproar
- 1949 : Which Is Witch
- 1949 : Each Dawn I Crow
- 1949 : Dough for the Do-Do, non crédité
- 1949 : Bad Ol' Putty Tat
- 1949 : Knights Must Fall
- 1949 : Mouse Mazurka
- 1949 : Curtain Razor
- 1949 : High Diving Hare
- 1949 : Hare Do
- 1949 : Wise Quackers
- 1950 : Stooge for a Mouse
- 1950 : Canary Row
- 1950 : Bunker Hill Bunny
- 1950 : Golden Yeggs
- 1950 : All a Bir-r-r-d
- 1950 : His Bitter Half
- 1950 : Big House Bunny
- 1950 : The Lion's Busy
- 1950 : La Révolte de Bunny
- 1950 : Home Tweet Home
- 1951 : Tweet Tweet Tweety
- 1951 : Ballot Box Bunny
- 1951 : Tweety's S.O.S.
- 1951 : His Hare Raising Tale
- 1951 : Room and Bird
- 1951 : A Bone for a Bone
- 1951 : The Fair-Haired Hare
- 1951 : Putty Tat Trouble
- 1951 : Rabbit Every Monday
- 1951 : Canned Feud
- 1952 : Hare Lift
- 1952 : Tree for Two
- 1952 : A Bird in a Guilty Cage
- 1952 : Cracked Quack
- 1952 : Ain't She Tweet
- 1952 : Little Red Rodent Hood
- 1952 : Foxy by Proxy
- 1952 : Gift Wrapped
- 1952 : 14 Carrot Rabbit
- 1953 : Robot Rabbit
- 1953 : Catty Cornered
- 1953 : A Street Cat Named Sylvester
- 1953 : Tom Tom Tomcat
- 1953 : Hare Trimmed
- 1953 : Ant Pasted
- 1953 : Southern Fried Rabbit
- 1953 : Fowl Weather
- 1953 : A Mouse Divided
- 1953 : Snow Business
- 1954 : Goo Goo Goliath
- 1954 : Yankee Doodle Bugs
- 1954 : Satan's Waitin'
- 1954 : Muzzle Tough
- 1954 : Dr. Jerkyl's Hide
- 1954 : Bugs and Thugs
- 1954 : Captain Hareblower
- 1954 : I Gopher You
- 1954 : Dog Pounded
- 1954 : Sandy Claws
- 1955 : Heir-Conditioned
- 1955 : Roman Legion-Hare
- 1955 : Hyde and Hare
- 1955 : Lumber Jerks
- 1955 : Stork Naked
- 1955 : Pests for Guests
- 1955 : Pizzicato Pussycat
- 1956 : Two Crows from Tacos
- 1956 : Yankee Dood It
- 1956 : A Star Is Bored
- 1956 : Tugboat Granny
- 1956 : Napoleon Bunny-Part
- 1956 : Tree Cornered Tweety
- 1956 : Rabbitson Crusoe
- 1956 : Tweet and Sour
- 1957 : Gonzales' Tamales
- 1957 : Show Biz Bugs
- 1957 : Greedy for Tweety
- 1957 : Bugsy and Mugsy
- 1957 : Birds Anonymous
- 1957 : Piker's Peak
- 1957 : Tweety and the Beanstalk
- 1957 : Tweet Zoo
- 1958 : A Bird in a Bonnet
- 1958 : Knighty Knight Bugs
- 1958 : A Waggily Tale
- 1958 : A Pizza Tweety-Pie
- 1958 : Hare-Less Wolf
- 1959 : Tweet Dreams
- 1959 : Here Today, Gone Tamale
- 1959 : Wild and Woolly Hare
- 1959 : Tweet and Lovely
- 1959 : Mexicali Shmoes
- 1959 : Apes of Wrath
- 1959 : Trick or Tweet
- 1960 : Lighter Than Hare
- 1960 : Trip for Tat
- 1960 : The Bugs Bunny Show TV Series
- 1960 : Les Pierrafeu (The Flintstones) TV Series
- 1960 : From Hare To Heir
- 1960 : Mouse and Garden
- 1960 : Hyde and Go Tweet
- 1960 : Person to Bunny
- 1960 : Goldimouse and the Three Cats
- 1960 : Horse Hare
- 1961 : The Last Hungry Cat
- 1961 : Prince Violent
- 1961 : The Pied Piper of Guadalupe
- 1961 : The Rebel Without Claws
- 1961 : D' Fightin' Ones
- 1962 : Shishkabugs
- 1962 : Titi à réaction
- 1962 : Honey's Money
- 1962 : Mexican Boarders
- 1962 : Crow's Feat
- 1962 : Quackodile Tears
- 1963 : The Unmentionables
- 1963 : Chili Weather
- 1963 : Philbert (Three's a Crowd)
- 1963 : Mexican Cat Dance
- 1963 : Devil's Feud Cake
- 1964 : Linus! The Lion Hearted (2 épisodes)
  - 1964 : Adrift on the Rapids TV Episode
  - 1964 : Mocking Bird TV Episode
- 1964 : Señorella and the Glass Huarache
- 1964 : Hawaiian Aye Aye
- 1964 : Nuts and Volts
- 1964 : Dumb Patrol
- 1965 : Chaser on the Rocks
- 1965 : Highway Runnery
- 1965 : Hairied and Hurried
- 1965 : Just Plane Beep
- 1965 : Boulder Wham!
- 1965 : Tired and Feathered
- 1966 : The Road Runner Show TV Series
- 1966 : Clippety Clobbered
- 1966 : The Solid Tin Coyote
- 1966 : Out and Out Rout
- 1966 : Shot and Bothered
- 1967 : The Superman/Aquaman Hour of Adventure TV Series
- 1967 : The Spy Swatter
- 1967 : The Music Mice-Tro
- 1967 : Quacker Tracker
- 1968 : The Bugs Bunny/Road Runner Hour TV Series
- 1968 : The Archie Show TV Series
- 1968 : The Batman/Superman Hour TV Series
- 1970 : Archie's Fun House TV Series
- 1970 : Jerry Lewis (série animée, 1970) (Will the Real Jerry Lewis Please Sit Down) (1 épisode)
  - 1970 : Computer Suitor TV Episode
- 1971 : Moochin' Pooch
- 1971 : Chilly's Hide-a-Way
- 1971 : Airlift a la Carte
- 1972 : The ABC Saturday Superstar Movie (1 episode
  - 1972 : Daffy Duck and Porky Pig Meet the Groovie Goolies') TV Episode
- 1972 : Fritz the Cat
- 1973 : Star Trek: The Animated Series TV Series
- 1974 : Journey Back to Oz
- 1975 : Bobolink Pink
- 1975 : Pink Elephant
- 1975 : The Oddball Couple TV Series
- 1975 : Pink Plasma
- 1975 : Pink Da Vinci
- 1976 : The Pink Panther Laugh and the Half Hour and Half Show TV Series
- 1976 : The Sylvester & Tweety Show TV Series
- 1976 : Pink Piper
- 1977 : The Fat Albert Christmas Special TV
- 1978 : The Bugs Bunny/Road Runner Show TV Series
- 1978 : Pinktails for Two
- 1978 : The Pink of Bagdad
- 1978 : Pink Press
- 1978 : Cat and the Pinkstalk
- 1978 : Pink Daddy
- 1978 : Pink Lightning
- 1978 : Pink Pictures
- 1978 : The All New Pink Panther Show TV Series
- 1978 : Winds of Change
- 1978 : The Fantastic Four TV Series
- 1979 : Bugs Bunny's Looney Christmas Tales TV
- 1979 : Raggedy Ann & Andy: The Pumpkin Who Couldn't Smile TV
- 1979 : The Great American Chase (segment Bugs at Home)
- 1979 : Pink in the Woods
- 1980 : Bugs Bunny's Bustin' Out All Over TV
- 1981 : The Looney, Looney, Looney Bugs Bunny Movie
- 1981 : Un Noël de Chipmunk
- 1982 : Mighty Mouse in the Great Space Chase
- 1982 : Bugs Bunny's 3rd Movie: 1001 Rabbit Tales
- 1982 : Hey Good Lookin'
- 1982 : The Grinch Grinches the Cat in the Hat TV
- 1983 : Daffy Duck's Movie: Fantastic Island
- 1983 : Sacrée journée pour Bourriquet (Winnie the Pooh and a Day for Eeyore)
- 1985 : The Bugs Bunny/Looney Tunes Comedy Hour TV Series
- 1985 : Les Treize Fantômes de Scooby-Doo (The 13 Ghosts of Scooby-Doo) TV Series
- 1986 : The Bugs Bunny and Tweety Show TV Series
- 1987 : Christmas in Tattertown TV
- 1988 : SOS Daffy Duck (Daffy Duck's Quackbusters)
- 1990 : Merrie Melodies Starring Bugs Bunny & Friends TV Series
- 1995 : That's Warner Bros.! TV Series